# Гомазков, Олег Александрович
Олег Александрович Гомазков (род. 14 августа 1934, Москва) — российский физиолог и биохимик, специалист в области нейрохимии регуляторных пептидов.
Доктор биологических наук, профессор. Главный научный сотрудник Института биомедицинской химии имени В. Н. Ореховича.

## Биография
Учился в школах в Бугуруслане, Сталинграде, Пушкино.
В 1952—1963 гг. — студент, аспирант биолого-почвенного факультета МГУ, ученик академика Х. С. Коштоянца, а перед поступлением в аспирантуру — по распределению работал в Институте биологии водохранилищ АН СССР, что в посёлке Борок Некоузского района Ярославской области (ныне Институт биологии внутренних вод имени И. Д. Папанина РАН).
В 1964—1965 гг. стажировался в Университете им. А. Гумбольдта в Берлине.
С 1966 года работает в научно-исследовательских институтах АМН, РАМН, РАН.
В 1967—1983 гг. старший научный сотрудник и руководитель лаборатории в Институте общей патологии и патологической физиологии АМН СССР.
После — руководитель созданной им лаборатории физиологически активных пептидов в Институте медицинской энзимологии, затем работает в Институте биомедицинской химии, где ныне главный научный сотрудник лаборатории структурно-функционального конструирования лекарств.
Член ученых советов по защите докторских диссертаций при НИИ общей патологии и патологической физиологии РАМН и Института биологии развития им. Н. К. Кольцова РАН.
Член редколлегий журналов «Успехи современной биологии», «Нейрохимия», «Биомедицинская химия».
Действительный член Международной академии наук (Российская секция).
Автор более 250 научных статей и 10 книг.
Автор научно-популярных статей в журналах «Природа», «Химия и жизнь», «Юность», «Знание — сила» и др.
Ключевые работы: «Сердце, кровь и молекулы-регуляторы» (1982); главы в книгах «Биохимическая фармакология» (1972) и «Гомеостаз» (1981); «Кинины в физиологии и патологии сердечно-сосудистой деятельности», в соавторстве с А. Дзезинским (1976); «Функциональная биохимия регуляторных пептидов» (1993); «Физиологически активные пептиды» (1995); «Мозг и нейро-пептиды» (1997); «Пептиды в кардиологии» (2000); «Нейропептиды и ростовые факторы мозга» (2002); «Нейрохимия ишемических и возрастных патологий мозга» (2003); «Церебролизин — уникальный препарат для лечения современного мозга» (2003).
Также автор научно-художественных книг: «Доминанта» (1994), «Прогулки в детство» (1997), «Портреты разных времен» (2004), «Современный дневник» (2009).